# Гвоздики низькі
Гвоздики низькі, гвоздика низька (Dianthus humilis) — вид квіткових рослин з родини гвоздикових.

## Біоморфологічна характеристика
Це багаторічна рослина 5–35 см заввишки. Стебла внизу шорсткі, зверху голі, утворюють подушку. Листки ниткоподібно шилоподібні, гострі. Чашечки 10–15 мм завдовжки, з ланцетними гострими зубцями. Цвітіння: червень — липень.

## Проживання
Ендемік України (південь і Крим).
В Україні вид росте на сухих схилах, кам'янистих місцях.